# Verschollen in Thailand
Verschollen in Thailand ist eine zehnteilige Abenteuerfernsehserie des ZDF von Stefan Bartmann zu einem Drehbuch der Autoren Christian Pfannenschmidt und Peter Pursche. Am 19. März 1997 startete die Serie mit einem 90-minütigen Pilotfilm. Während die erste Folge mittwochs ausgestrahlt wurde, liefen die neun nachfolgenden 50-minütigen Episoden samstags um 19:25 Uhr.

## Inhalt
Konstantin Strauten ist bereits seit zehn Jahren in Thailand verschollen. Seither leitet sein Bruder Karl das gemeinsame Holzhandel-Unternehmen. Nun wollen er und sein Sohn Peter ihn offiziell für tot erklären lassen, um nun voll über das Unternehmen und eine mögliche Abwicklung zu verfügen. Constanze, Konstantins Tochter, will das so nicht hinnehmen und fliegt zusammen mit ihren Freunden Yvi Steinberg und Robert Willhagen nach Thailand, um die Fährte ihres Vaters aufzunehmen. Es stellt sich heraus, dass Konstantin tatsächlich noch in einem kleinen thailändischen Dorf lebt.

## Episoden
| Nr. | Episodentitel                      | Erstausstrahlung |
| --- | ---------------------------------- | ---------------- |
| 1   | Das Amulett (Pilotfilm 90 Minuten) | 19. März 1997    |
| 2   | Dunkle Schatten                    | 22. März 1997    |
| 3   | Das verschwundene Kreuz            | 29. März 1997    |
| 4   | Die Entdeckung                     | 5. April 1997    |
| 5   | Jagd in den Klongs                 | 12. April 1997   |
| 6   | Der Anschlag                       | 19. April 1997   |
| 7   | Grüße aus Burma                    | 26. April 1997   |
| 8   | Am Abgrund                         | 3. Mai 1997      |
| 9   | Rückkehr                           | 10. Mai 1997     |
| 10  | Auf Leben und Tod                  | 17. Mai 1997     |